# Søby (Syddjurs Kommune)
Søby ist eine dänische Gemeinde auf der Halbinsel Djursland im Osten Jütlands. Bis 1970 gehörte Søby zum gleichnamigen Kirchspiel (Søby Sogn (Syddjurs Kommune) in der Harde Sønderhald Herred, Randers Amt), ab 1970 zur Rosenholm Kommune im damaligen Århus Amt, die im Zuge der Kommunalreform zum 1. Januar 2007 in der Syddjurs Kommune in der Region Midtjylland aufgegangen ist.